# مایا درن
مایا دِرِن (روسی: Элеоно́ра Деренко́вская؛ ۲۹ آوریل ۱۹۱۷ – ۱۳ اکتبر ۱۹۶۱) هنرپیشه، کارگردان و هنرمندِ رقص اهل ایالات متحده آمریکا و زادهٔ اوکراین بود.
وی برنده جوایزی همچون کمک هزینه گوگنهایم بابت «آثار خلاقانه در فیلم» و نیز «جایزهٔ بزرگ بین‌المللی برای یک فیلم تجربی» در جشنواره فیلم کن (۱۹۴۷) شده است.

## گزیدهٔ آثار

### سینما
سایه‌های نیمروز (۱۹۴۳)

### کتاب و مقالات
- سوارکاران الهی: خدایان زنده هیئاتی (۱۹۵۳)
- واروواژه‌هایی از معانی و خیال در هنر، فرم و سینما (۱۹۴۷)